# Impatiens florulenta
Impatiens florulenta är en balsaminväxtart som beskrevs av Joseph Dalton Hooker. Impatiens florulenta ingår i släktet balsaminer, och familjen balsaminväxter. Inga underarter finns listade i Catalogue of Life.